# ورونیکا کریستیانسن
ورونیکا کریستیانسن (نروژی: Veronica Kristiansen؛ زادهٔ ۱۰ ژوئیهٔ ۱۹۹۰) بازیکن هندبال زن اهل نروژ است.
از باشگاه‌هایی که در آن بازی کرده‌است می‌توان به باشگاه فوتبال میتیولن اشاره کرد.